# Poliopastea misitra
Poliopastea misitra là một loài bướm đêm thuộc phân họ Arctiinae, họ Erebidae.